# هانس رفیش
هانس رفیش (آلمانی: Hans Rehfisch؛ ‏ ۱۰ آوریل ۱۸۹۱ – ۹ ژوئن ۱۹۶۰) فیلم‌نامه‌نویس و نویسنده اهل آلمان بود.
از فیلم‌ها یا مجموعه‌های تلویزیونی که وی در آن‌ها نقش داشته‌است، می‌توان به رؤیاهایی که با پول می‌توان خرید اشاره نمود.